# Jorge Andújar Moreno
|  | Per a altres significats, vegeu «Coke (desambiguació)». |

Jorge Andújar Moreno, conegut com a Coke (Madrid, 26 d'abril de 1987), és un exfutbolista professional madrileny, que jugava com a defensa.

## Trajectòria esportiva

### Rayo Vallecano
Producte del planter del Rayo Vallecano, Coke va pujar al primer equip la temporada 2005–06 amb només 18 anys, amb els madrilenys a la Segona divisió B. Va ajudar el seu club a arribar a la promoció d'ascens en el seu tercer any, i va jugar 33 partits la temporada següent en què l'equip acabà cinquè.
Les dues següents temporades, a la segona divisió, Coke només es va perdre 11 partits de lliga de 84, i va marcar 12 gols, i el Rayo va promocionar a La Liga la segona temporada. A començaments de juny de 2011 va fitxar pel Sevilla FC, per quatre anys.

### Sevilla FC
El 14 de maig de 2014, va jugar com a titular la final de l'Europa League que el Sevilla va guanyar al Benfica a Torí.
L'11 d'agost de 2015 va jugar, com a titular, al partit de la Supercopa d'Europa 2015, a Tbilisi, en què el Sevilla va perdre contra el FC Barcelona per 4 a 5.
El maig de 2016 va disputar com a titular el partit que va fer que el Sevilla guanyés la seva cinquena Lliga Europa, tercera consecutiva, a Sankt Jakob-Park, contra el Liverpool FC (3 a 1 pels sevillistes). Coke va marcar els dos gols de la victòria en aquella final.

### Schalke 04
El 31 de juliol de 2016, Coke va signar contracte amb l'FC Schalke 04, club al qual el Sevilla el va traspassar per uns 5 milions d'euros.

### Llevant UE
El 16 de desembre de 2017 es va anunciar la seva cessió al Llevant UE fins a final de la temporada 2017-18. Posteriorment el traspàs va esdevenir permanent, en signar un contracte per quatre anys, i amb un preu de traspàs al voltant d'1.5 milions d'euros.